# Corinna Harfouch

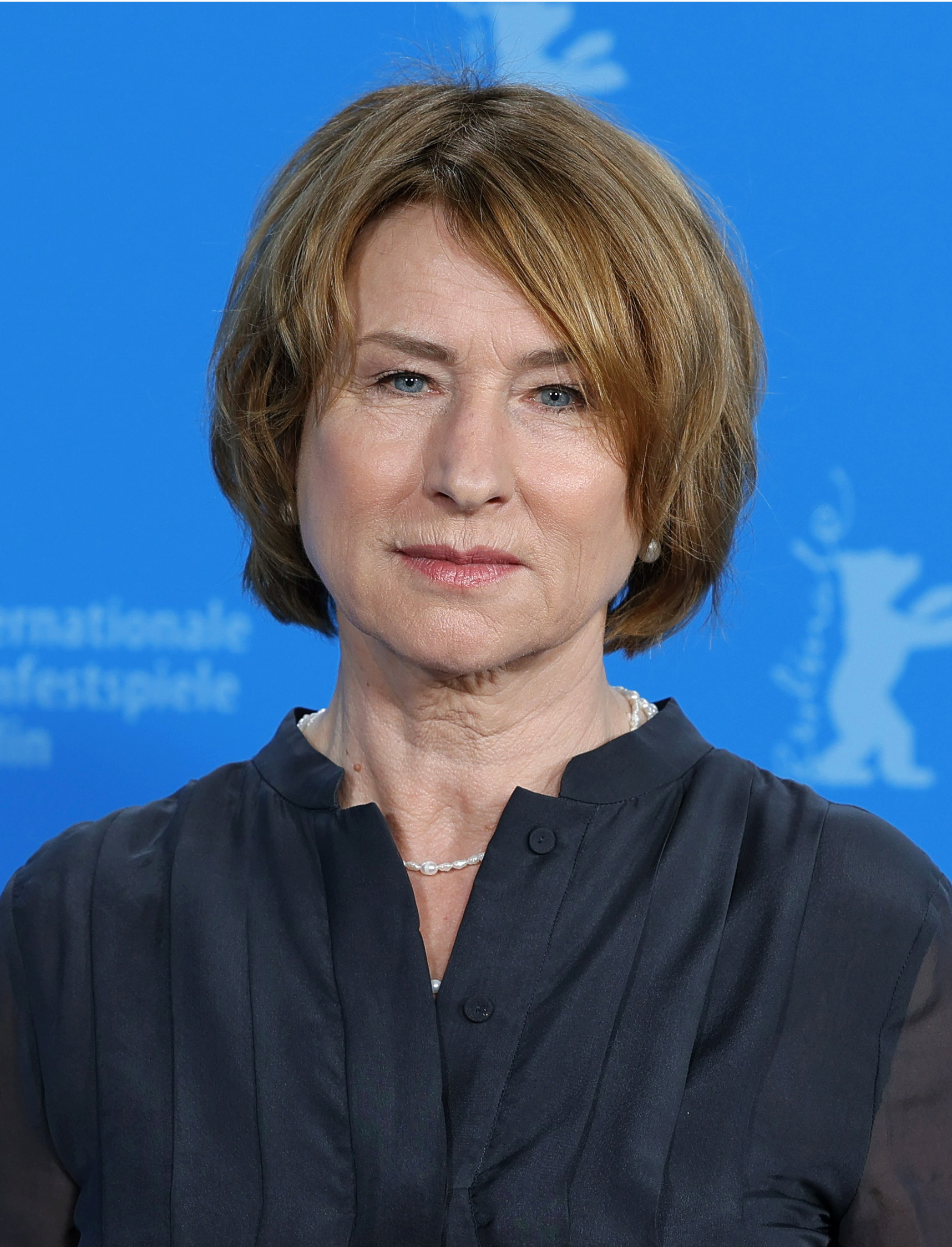
Corinna Harfouch auf der Berlinale 2024

Corinna Harfouch ['haʁfu:χ], ursprünglich [ḥar'fu:ʃ] (geboren am 16. Oktober 1954 in Suhl als Corinna Meffert) ist eine deutsche Schauspielerin. In ihrer Karriere spielte sie in zahlreichen Theaterinszenierungen und in mehr als 110 Film- und Fernsehproduktionen mit. Für zahlreiche Rollen, die sie verkörperte, wurde sie ausgezeichnet.

## Herkunft und Ausbildung
Corinna Harfouch wurde als Tochter der Horterzieherin Marianne Meffert, geb. Kleber, und des Lehrers Wolfgang Meffert in Suhl in der DDR geboren. Sie wuchs in Großenhain in Sachsen auf und besuchte dort von 1961 bis 1973 die Schule. Ihre Abiturprüfungen legte sie an der Erweiterten Oberschule ab. Ihre Bewerbung an der Schauspielschule wurde abgelehnt. Nach einer Ausbildung zur Krankenschwester begann sie 1975 an der Technischen Universität Dresden ein Studium zur Textilingenieurin. Am Pioniertheater Natalia Saz erwarb sie erste schauspielerische Fertigkeiten. Sie studierte von 1978 bis 1981 Schauspiel an der Staatlichen Schauspielschule Berlin und war Meisterschülerin bei Vera Oelschlegel im Theater im Palast (TiP).

## Privates
Corinna Harfouch war in erster Ehe mit dem syrischen Informatiker Nabil Harfouch (geboren 1949 in Damaskus) verheiratet, der in den 1970er Jahren im Bereich Informationstechnik an der Technischen Universität Dresden forschte. Mit ihm hat sie eine gemeinsame Tochter. Aus ihrer Beziehung mit dem Musiker Stefan Maaß entstammt ein Sohn (geboren 1980), der Komponist und Schauspieler Johannes Gwisdek. Von 1985 bis 2007 war Corinna Harfouch mit dem Schauspieler Michael Gwisdek verheiratet. Aus dieser Ehe ging ein weiterer Sohn (geboren 1984) hervor, der Schauspieler und Musiker Robert Gwisdek. Zwischenzeitlich war Harfouch mit Bernd Eichinger liiert und lebte in München; heute lebt sie mit dem Schauspieler Wolfgang Krause Zwieback zusammen in der Schorfheide in Brandenburg. Ihre Schwester ist die Schauspielerin Catherine Stoyan.

## Karriere

### Theater
Harfouch spielte noch während ihrer Schauspielausbildung am Theater. 1982/83 Engagement am Städtischen Theater Karl-Marx-Stadt (Chemnitz). Ihren größten Bühnenerfolg in der DDR hatte sie als Lady Macbeth unter der Regie von Heiner Müller an der Volksbühne Berlin. Nach der Wende war sie zunächst am Deutschen Theater in Berlin, wechselte aber zur Volksbühne Berlin zurück, wo sie eine der wichtigsten Protagonistinnen des Intendanten Frank Castorf wurde. Ein festes Engagement am Theater ging sie nach 1990 nicht mehr ein. Aufsehenerregend war ihre Interpretation des Generals Harras in Des Teufels General von Carl Zuckmayer. Für diese Rolle wurde sie 1997 von den deutschen Kritikern zur Schauspielerin des Jahres gewählt.
An der Berliner Schaubühne am Lehniner Platz spielte sie die Titelrolle in Phaidras Liebe von Sarah Kane unter der Regie von Christina Paulhofer. Außerdem spielte sie von November 2004 an zusammen mit Ulrich Matthes am Deutschen Theater (DT) Berlin die Rolle der Martha in Edward Albees Wer hat Angst vor Virginia Woolf? unter der Regie von Jürgen Gosch. Am Maxim-Gorki-Theater in Berlin stand sie ab Februar 2022 in der Titelrolle in Queen Lear unter der Regie von Christian Weise auf der Bühne.

### Film und Fernsehen
Ihr Filmdebüt gab Harfouch unter der Regie von Klaus Gendries als Schwester Erika in dem Fernsehfilm Verlobung in Hullerbusch. Es folgten weitere kleinere Rollen in Film und Fernsehen wie etwa 1987 in Hark Bohms Der kleine Staatsanwalt, wo sie an der Seite von Michael Gwisdek spielte. Ihre erste größere Rolle hatte sie 1988 in der Titelrolle der Maria Rheine in dem Spielfilm Die Schauspielerin, in dem sie eine Theaterschauspielerin darstellte, die sich in der Zeit des Nationalsozialismus als Jüdin verkleidet, um ihren Geliebten nicht zu verlieren. Im selben Jahr war sie unter der Regie von Michael Gwisdek an der Seite von Hermann Beyer in Treffen in Travers als Gattin eines Revolutionärs zu sehen. Ihre Kinder, Johannes und Robert Gwisdek, spielen in dem Film zwei Dorfjungen. Für beide letztgenannten Rollen wurde sie mehrfach ausgezeichnet.
Im wiedervereinigten Deutschland spielte sie u. a. in Joseph Vilsmaiers Charlie & Louise – Das doppelte Lottchen. In Sherry Hormanns Filmkomödie Irren ist männlich war sie 1996 als Ehefrau des zeugungsunfähigen Anwalts Thomas Neumann an der Seite von Herbert Knaup und Natalia Wörner zu sehen. Einem breiten Publikum wurde sie 2002 durch den Fernsehfilm Vera Brühne bekannt, in dem sie die in den 1960er Jahren wegen Doppelmordes verurteilte Vera Brühne verkörperte. Ihre Darstellung der Hexe Rabia von Katzenstein in dem Kinderfilm Bibi Blocksberg brachte ihr 2003 den Deutschen Filmpreis ein. Im Jahre 2004 übernahm sie die Rolle erneut in Bibi Blocksberg und das Geheimnis der blauen Eulen. In Bernd Eichingers Kinofilm Der Untergang spielte sie 2004 die Rolle der Magda Goebbels, die ihre eigenen Kinder vergiftete. Im Jahre 2005 verkörperte sie in Durch diese Nacht sehe ich keinen einzigen Stern die tschechische Schriftstellerin Božena Němcová. Im Jahre 2006 war sie in Tom Tykwers Das Parfum – Die Geschichte eines Mörders in der Rolle der Madame Arnulfi zu sehen. Für ihre Rolle der bei ihrer alkoholkranken Mutter lebenden Iris in dem Spielfilm Frei nach Plan wurde sie gemeinsam mit Dagmar Manzel, Christine Schorn und Kirsten Block auf dem Internationalen Filmfestival Shanghai ausgezeichnet.
Im Jahre 2012 stand Harfouch für die Krimikomödie Schmidt & Schwarz als Kriminalkommissarin Carolin Schwarz gemeinsam mit ihrem ehemaligen Mann Michael Gwisdek vor der Kamera. In dem deutsch-tschechischen Fernsehfilm Kranke Geschäfte übernahm sie 2020 die Rolle der Ärztin Dr. Sigurd, die sich an Medikamentenstudien, die von westlichen Pharmafirmen mit DDR-Bürgern als Probanden gegen erhebliche Devisen-Zahlungen an den DDR-Staat durchgeführt wurden, beteiligt.
Seit Ostern 2023 gehört sie als Nachfolgerin von Meret Becker zur festen Besetzung des ARD-Tatorts aus Berlin.
Im Jahre 2024 wurde Harfouch für ihre Hauptrolle in dem Spielfilm Sterben von Matthias Glasner den Deutschen Filmpreis zuerkannt.
Corinna Harfouch gehörte 2003 zu den Gründungsmitgliedern der Deutschen Filmakademie. Im Jahre 2019 gründete Harfouch gemeinsam mit dem deutschen Literaturwissenschaftler Erdmut Wizisla in Klandorf, einem Ortsteil der Gemeinde Schorfheide, einen Theaterverein; dessen Räumlichkeiten sind in einer einstigen Dorfgaststätte und sollen den Ort in kultureller Hinsicht bereichern.

## Filmografie

### Kino
- 1983: Verzeihung, sehen Sie Fußball?
- 1986: Das Haus am Fluß
- 1986: Der kleine Staatsanwalt
- 1986: Wengler & Söhne[12]
- 1987: Yasemin
- 1988: Fallada – Letztes Kapitel
- 1988: Die Schauspielerin
- 1989: Treffen in Travers
- 1989: Pestalozzis Berg
- 1991: Der Tangospieler
- 1991: Zwischen Pankow und Zehlendorf
- 1992: Die Spur des Bernsteinzimmers
- 1992: Thea und Nat
- 1992: Inge, April und Mai
- 1994: Charlie & Louise – Das doppelte Lottchen
- 1994: Das Versprechen
- 1995: 5 Stunden Angst – Geiselnahme im Kindergarten
- 1996: Das Tor des Feuers
- 1996: Sexy Sadie
- 1996: Irren ist männlich
- 1996: Gefährliche Freundin
- 1997: Knockin’ on Heaven’s Door
- 1998: Solo für Klarinette
- 1998: Das Mambospiel
- 1999: Bis zum Horizont und weiter
- 1999: Der große Bagarozy
- 2000: Fandango – Members Only
- 2000: Jetzt oder nie – Zeit ist Geld
- 2001: Das Monstrum
- 2002: Bibi Blocksberg
- 2002: Verrückt nach Paris
- 2002: Erkan & Stefan gegen die Mächte der Finsternis
- 2002: Mathilda
- 2003: hamlet_X
- 2004: Der Untergang
- 2004: Bibi Blocksberg und das Geheimnis der blauen Eulen
- 2004: Basta – Rotwein oder Totsein
- 2005: Durch diese Nacht sehe ich keinen einzigen Stern
- 2006: Das Parfum – Die Geschichte eines Mörders
- 2006: Elementarteilchen
- 2007: Freigesprochen
- 2008: Frei nach Plan
- 2008: Berlin Calling
- 2008: Im Winter ein Jahr
- 2008: Meine Mutter, mein Bruder und ich!
- 2009: Whisky mit Wodka
- 2009: This Is Love
- 2009: Giulias Verschwinden
- 2011: Auf der Suche
- 2011: Kein Sex ist auch keine Lösung
- 2011: Die Unsichtbare
- 2011: Ihr Brief zur Hochzeit
- 2012: Was bleibt
- 2012: Puppe
- 2012: 3 Zimmer/Küche/Bad
- 2013: Finsterworld
- 2015: Jack
- 2015: Holly
- 2017: Fack ju Göhte 3
- 2018: Wer hat eigentlich die Liebe erfunden?
- 2018: So was von da
- 2019: Lara
- 2021: Alles in bester Ordnung
- 2021: Blutsauger
- 2021: Zwischen uns
- 2022: Das Mädchen mit den goldenen Händen
- 2022: Was man von hier aus sehen kann
- 2024: Sterben
- 2024: Die Ironie des Lebens
- 2024: Der Junge, dem die Welt gehört

### Fernsehen

#### Fernsehfilme
- 1979: Verlobung in Hullerbusch
- 1991: Hüpf, Häschen hüpf
- 1996: Verdammt, er liebt mich
- 1997: Geisterstunde – Fahrstuhl ins Jenseits
- 2000: Stunde des Wolfs
- 2001: Vera Brühne
- 2003: Die fremde Frau
- 2005: Wut
- 2005: Rose
- 2006: Silberhochzeit
- 2006: Helen, Fred und Ted
- 2007: An die Grenze
- 2008: Teufelsbraten
- 2010: Tod einer Schülerin
- 2011: Hand in Hand
- 2012: Schmidt & Schwarz
- 2014: Der Fall Bruckner
- 2016: Die vermisste Frau
- 2017: Viel zu nah
- 2019: Persona
- 2020: Kranke Geschäfte
- 2021: Ruhe! Hier stirbt Lothar
- 2021: Immer der Nase nach
- 2023: Der neue Freund

#### Fernsehserien und -reihen
- 1980: Polizeiruf 110: Vergeltung?
- 1992–1993: Unser Lehrer Doktor Specht (15 Folgen)
- 1993: Tatort: Verbranntes Spiel
- 1994: Kommissar Beck: Der Tod läuft mit
- 2001: Tatort: Gewaltfieber
- 2002–2006: Blond: Eva Blond! (6 Folgen)
- 2006: Tatort: Pauline
- 2008: Das Duo: Verkauft und verraten
- 2009: Tatort: Vermisst
- 2010: Tatort: Schön ist anders
- 2012: Tatort: Die Ballade von Cenk und Valerie
- 2015: Blochin – Die Lebenden und die Toten (5 Folgen)
- 2016: Emma nach Mitternacht – Frau Hölle
- 2018: Bella Block: Am Abgrund
- 2019: Zeit der Geheimnisse (3 Folgen)
- 2020: Deutschland 89 (8 Folgen)
- 2021: Tatort: Wunder gibt es immer wieder
- 2023: Tatort: Nichts als die Wahrheit
- 2024: Tatort: Am Tag der wandernden Seelen
- 2025: Tatort: Vier Leben

### Synchronrollen
- 2001: Die Klavierspielerin als Erika Kohut für Isabelle Huppert
- 2009: Wüstenblume als Lucinda für Juliet Stevenson
- 2016: Der Mondmann als Conquista

## Theatrografie
- 1980: William Shakespeare: Romeo und Julia (Julia) – Regie: Christoph Schroth (Theater im Palast)
- 1984: Johann Wolfgang von Goethe: Faust-Szenen (Gretchen) – Regie: Horst Sagert (Berliner Ensemble)
- 1986: William Shakespeare: Troilus und Cressida (Cressida) – Regie: Manfred Wekwerth (Berliner Ensemble)
- 1987: Marieluise Fleißer: Fegefeuer in Ingolstadt (Gervasius) – Regie: Axel Richter (Berliner Ensemble)
- 1989: Heiner Müller: Germania Tod in Berlin (mehrere Rollen) – Regie: Fritz Marquardt (Berliner Ensemble)
- 1996: Carl Zuckmayer: Des Teufels General (General Harras) – Regie: Frank Castorf (Volksbühne am Rosa-Luxemburg-Platz)
- 1999: Aufstieg und Fall der Stadt Mahagonny (Deutsche Oper Berlin)
- Tochter der Luft (Burgtheater Wien)
- 2001: Szene Penthesilea Ein Traum (Oper von Christian Ofenbauer, Wiener Festwochen)
- 2002: Stella (Deutsches Theater Berlin)
- 2005: Wer hat Angst vor Virginia Woolf? als Martha (Deutsches Theater Berlin; Einladung zum Berliner Theatertreffen und zu den Wiener Festwochen)
- 2007–2008: Ein Sommernachtstraum (Deutsches Theater Berlin)
- 2006: Im Schlitten Arthur Schopenhauers (Deutsches Theater Berlin)
- 2008/2009: Die Möwe als Irina Arkadina (Deutsches Theater Berlin – Einladung zum Berliner Theatertreffen)
- 2010: Der Schmerz nach Marguerite Duras (Staatstheater Stuttgart, Hauptrolle und Regie)
- 2011: Meister & Margarita (Staatstheater Stuttgart)
- 2012: Yasmina Reza: Ihre Version des Spiels (Deutsches Theater Berlin)
- 2013: Friedrich Dürrenmatt: Die Physiker (Schauspielhaus Zürich)
- 2015: Heiner Müller: Der Auftrag (Schauspiel Hannover)
- 2019: Virginia Woolf: Orlando (Schauspiel Hannover)
- 2022: William Shakespeare, in einer Bearbeitung von Soeren Voima: Queen Lear (Maxim-Gorki-Theater Berlin), Regie: Christian Weise[13]

## Hörspiele
- 1984: Thomas Heise: Schweigendes Dorf (Rosemarie) – Regie: Thomas Heise (Hörspiel – Rundfunk der DDR)
- 1986: Karin Lange nach Jacob Grimm/Wilhelm Grimm: Der Krautesel (Das Mädchen) – Regie: Karin Lorenz (Kinderhörspiel – Litera)
- 1986: Jacob Grimm/Wilhelm Grimm: Schneeweißchen und Rosenrot (Schneeweißchen) – Regie: Maritta Hübner (Kinderhörspiel – Litera)
- 1986: Walter Jens nach Euripides: Der Untergang (Helena) – Regie: Barbara Plensat (Hörspiel nach der Tragödie: Die Troerinnen – Rundfunk der DDR)
- 1987: Manfred Müller: Die wunderbare Ziege (Surani) – Regie: Manfred Täubert (Kinderhörspiel – Rundfunk der DDR)
- 1996: Ákos Németh: Julia und ihr Leutnant (Julia) – Regie Peter Groeger (Deutschlandradio)
- 1997: Arno Schmidt: Schwarze Spiegel – Regie: Klaus Buhlert (Bayerischer Rundfunk). Als Podcast/Download im BR Hörspiel Pool.[14]
- 1999: Walter Serner: Die Tigerin (Bichette) – Regie: Klaus Buhlert (Bayerischer Rundfunk)
- 1999: Christa Wolf: Im Stein – Regie: Jörg Jannings (Deutschlandradio)
- 2008: Ricarda Bethke: Meine liebste Änne! – Regie: Thomas Zenke (Hörspiel – Deutschlandfunk (DLF))
- 2012: Judith Schalansky: Der Hals der Giraffe – Regie: Beate Andres (Hörspiel – DLF)
- 2013: Lothar Trolle: Judith – Regie: Walter Adler (Hörspiel – DLF/HR)
- 2016: Franz Kafka, Das Schloss. Hörspiel in 12 Teilen. Rolle: Wirtin vom „Brückenhof“, Regie: Klaus Buhlert (BR Hörspiel und Medienkunst)
- 2017: Michael Farin: Nr. 989, Aichach – Vera Brühne Mitschnitte (Vera Brühne) – Produktion: Bayerischer Rundfunk. Als Podcast/Download im BR Hörspiel Pool.[15]

## Hörbücher
- 2003: Pablo de Santis: Die Übersetzung, Der Audio-Verlag, ISBN 3-89813-237-4.
- 2005: Kassandra von Christa Wolf, Random House Audio, ISBN 3-89830-975-4.
- 2005: Schlumperwald von Martin Auer, Ic! Berlin, ISBN 3-9809758-1-9.
- 2012: Ulysses nach James Joyce, Der Hörverlag, ISBN 978-3-86717-846-4.
- 2024: Freiheit von Angela Merkel, gelesen zusammen mit Angela Merkel, Argon Verlag, ISBN 978-3-46200-513-4, (DE: Gold (Hörbuch-Award)).[16]

## Auszeichnungen

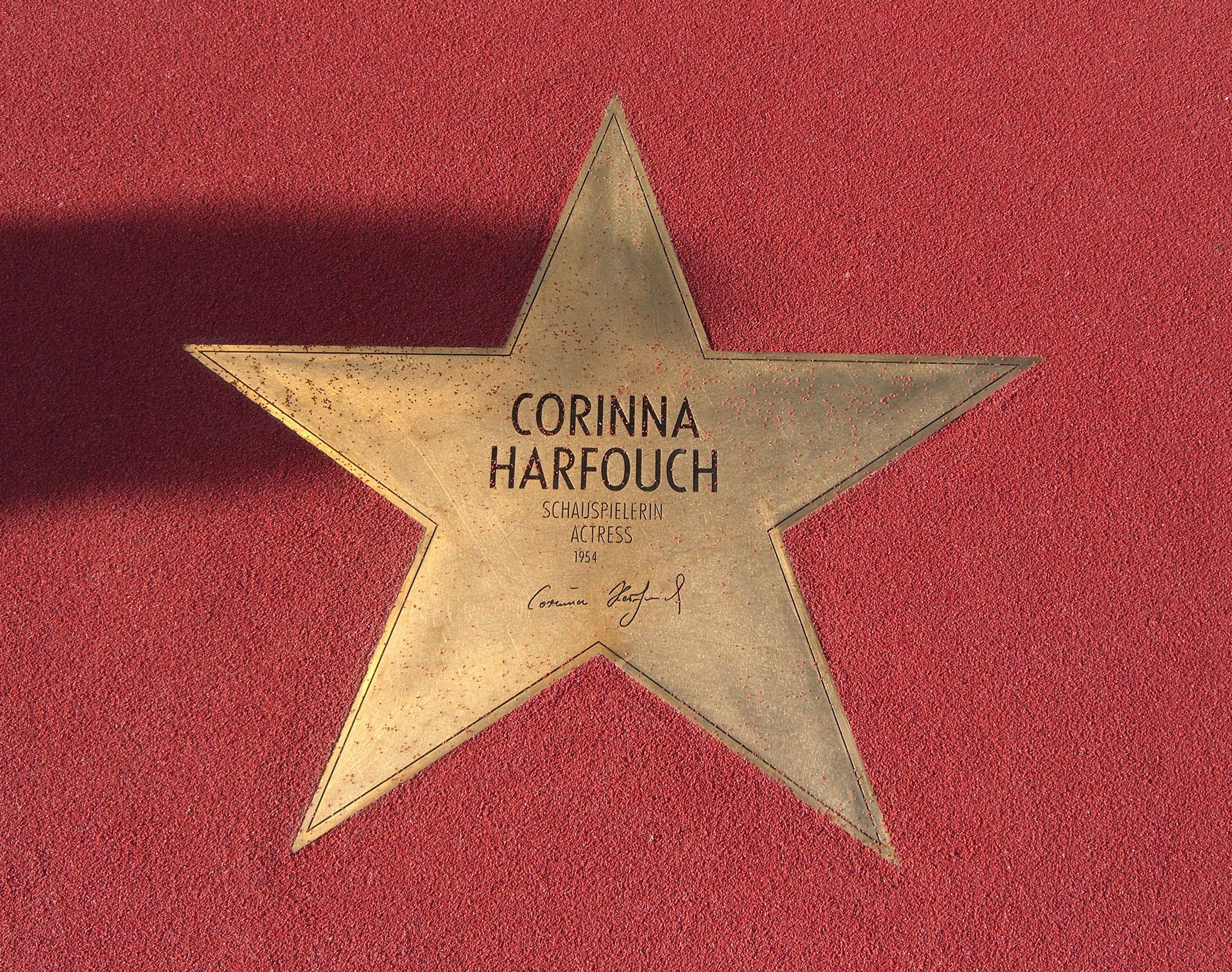
Stern von Harfouch auf dem Boulevard der Stars in Berlin

- 1988: Internationales Filmfestival Karlovy Vary, Beste Darstellerin, für Die Schauspielerin
- 1989: Kunstpreis des FDGB für Die Schauspielerin im Kollektiv
- 1989: Kritikerpreis „Die große Klappe“ für Die Schauspielerin
- 1989: Kritikerpreis für Man spielt nicht mit der Liebe
- 1990: Kritikerpreis „Die große Klappe“ für Treffen in Travers
- 1990: 6. Spielfilmfestival der DDR Berlin: Preis (Weibliche Hauptrolle) für Treffen in Travers
- 1990: Europäischer Filmpreis: Felix-Nominierung für Treffen in Travers
- 1993: Berlinale Kamera
- 1994: Deutscher Kritikerpreis
- 1996: Gertrud-Eysoldt-Ring für ihre Darstellung des Harras in Des Teufels General von Carl Zuckmayer in der Inszenierung von Frank Castorf an der Volksbühne Berlin
- 1996: Bayerischer Filmpreis
- 1997: Schauspielerin des Jahres
- 1997: Adolf-Grimme-Preis für Gefährliche Freundin
- 2001: Deutscher Fernsehpreis für Vera Brühne
- 2002: Jupiter für Vera Brühne
- 2002: Deutscher Preis für Synchron für herausragende weibliche Synchronarbeit in Die Klavierspielerin als deutsche Stimme von Isabelle Huppert
- 2003: Deutscher Filmpreis in Gold, Beste Nebenrolle, für Bibi Blocksberg
- 2006: Besondere Anerkennung durch die Deutsche Akademie der Darstellenden Künste auf dem Fernsehfilmfestival Baden-Baden für das Produktionsteam von Wut
- 2007: Goldene Kamera, Beste deutsche Schauspielerin
- 2010: Stern auf dem Boulevard der Stars in Berlin
- 2011: Preis als beste Schauspielerin beim Queer-Lisboa-Filmfestival in Lissabon
- 2014: Paula-Preis des Progress Film-Verleih
- 2014: Günter-Rohrbach-Filmpreis – Preis des Oberbürgermeisters für ihre Rolle in Der Fall Bruckner
- 2015: Grimme-Preis für Der Fall Bruckner
- 2015: Theaterpreis Berlin
- 2015: Preis für Schauspielkunst im Rahmen des 11. Festivals des deutschen Films
- 2015: Deutscher Schauspielerpreis 2015, Beste Schauspielerin in einer Hauptrolle
- 2017: Hessischer Fernsehpreis für ihre Rolle in Viel zu nah
- 2017: Signierte Bodenplatte vor dem Theatermuseum Meiningen anlässlich einer Benefizveranstaltung
- 2020: Preis der deutschen Filmkritik als Beste Schauspielerin für Lara
- 2023: Ehrenpreis des Filmkunstfests Mecklenburg-Vorpommern (Goldener Ochse)[17]
- 2024: Deutscher Filmpreis für die Beste weibliche Hauptrolle in Sterben
- 2024: Hannelore-Elsner-Preis[18]